# Tremolo

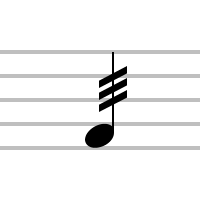
Notatie van een tremolo.

Tremolo (Italiaans voor trillend) is een manier van toonvorming die vooral op snaarinstrumenten wordt toegepast, door de snaar voortdurend snel achter elkaar aan te slaan of aan te strijken. Dit levert voor strijkinstrumenten een meer 'spannende' klank op dan één noot van gelijke duur. Voor sommige tokkelinstrumenten (bijv. mandoline) is het daarentegen de normale techniek waarmee de hoofdnoten van de melodie worden gespeeld; hier dient de tremolo slechts om de kortademigheid van het instrument te compenseren. Dit is zo kenmerkend voor de mandoline, dat op de gitaar een tremolo vaak bedoeld is als een imitatie van de mandoline.
Bij blaasinstrumenten komt de techniek ook voor. Indien bijvoorbeeld op een trompet een tremolo gespeeld moet worden, drukt men voor dezelfde noot in hoog tempo twee alternatieve ventielcombinaties in. Zo kan een C in het middenregister (C5) zowel zonder ventielen of met het tweede en derde ventiel gespeeld worden. Bij het spelen van een tremolo op deze C, zal men deze twee combinaties zo snel mogelijk afwisselen, waardoor een vergelijkbaar effect als op een snaarinstrument ontstaat.
De tremolo kan metrisch of vrij uitgevoerd worden. De hierbij afgebeelde tremolo is wezenlijk metrisch bedoeld, aangezien gebruik wordt gemaakt van een meer algemeen geldende verkorte schrijfwijze voor meerdere (hier 8) noten van dezelfde waarde (hier 1/32) en toonhoogte, een schrijfwijze die vooral in orkestpartijen wordt (werd?) toegepast om papier te sparen maar waarbij géén bévingseffect is beoogd.
Een tremolo kan ook voor twee herhaaldelijk alternerende tonen van gelijke duur maar verschillende hoogte voorgeschreven worden, vooral in pianomuziek. Beide noten worden dan eenmalig genoteerd onder één waardestreep die de duur van elke deeltoon aangeeft, en beide noten krijgen een kop die de totale duur van de tremolo aangeeft. Het effect is een akkoord dat voor de beoogde duur in stand wordt gehouden door veelvuldig om beurten (veelal metrisch!) aanslaan van de samenstellende tonen (die zelf ook weer uit meerklanken kunnen bestaan).
Tremolo is ook een geluidstechnisch effect waarbij de versterking van een signaal cyclisch gemoduleerd wordt. Dit gebeurt meestal door middel van een laagfrequente oscillator (LFO). Het effect wordt vaak toegepast bij gitaarversterkers en elektronische piano's. Technisch is dit gelijk aan amplitudemodulatie.
Door het Amerikaanse bedrijf Fender wordt tremolo consequent foutief 'vibrato' genoemd.